# Пакрятуоне
Пакретуоне (лит. Pakretuonė) — село в восточной части Литвы. Входит в состав Швенченеляйского староства Швянчёнского района. В 2001 году население Пакретуоне составило 4 человека.

## География
Село Пакретуоне расположено в северной части района, недалеко от границы с Игналинским. Расстояние до Швянчениса составляет 22 километра. Пакретуоне находится на северо-западном берегу озера Кретуонас в Аукштайтском национальном парке.

## Население
| 1905                           | 1931 | 1959 | 1970 | 1979 | 1989 | 2001 | 2011 |
| ------------------------------ | ---- | ---- | ---- | ---- | ---- | ---- | ---- |
| 19                             | 51   | 13   | 10   | 3    | 16   | 4    | 0    |
| Гистограмма динамики населения |      |      |      |      |      |      |      |